# Cơ mật viện Vương quốc Liên hiệp Anh
Cơ mật viện Tôn kính nhất Quốc vương Bệ hạ (tiếng Anh: His/Her Majesty's Most Honourable Privy Council), thường được gọi là Cơ mật viện Anh, là cơ quan tư vấn chính thức cho quân chủ của Vương quốc Liên hiệp Anh và Bắc Ireland. Thành viên chủ yếu là chính trị gia cao cấp hiện tại hoặc thành viên trước đây của Viện Thứ dân hoặc Viện Quý tộc.
Cơ mật viện là cơ quan tham vấn cho Quân chủ trong việc thực hiện đặc quyền hoàng gia, và tập thể (như Hội đồng Cơ mật viện Quân chủ) trong việc ban hành văn kiện hành pháp còn được biết tới là Sắc lệnh Cơ mật viện, và quyền lực khác như ban hành luật của Quốc hội. Cơ mật viện cũng nắm quyền ủy quyền ban hành Sắc lệnh Cơ mật viện, hầu hết được sử dụng để điều chỉnh một số tổ chức công cộng. Hội đồng tư vấn cho Quân chủ về việc ban hành Hiến chương Vương thất, được sử dụng để trao địa vị đặc biệt cho các cơ quan hợp nhất, và thành phố hoặc địa vị quận tới chính quyền địa phương. Mặt khác, quyền hạn của Cơ mật viện giờ đã được thay thế phần lớn bởi ủy ban hành pháp của nó, Nội các Vương quốc Anh.
Một số chức năng tư pháp cũng được thực hiện bởi Hội đồng Cơ mật viện Quân chủ, mặc dù trong thực tế, công việc xét xử và quyết định thực tế được thực hiện thường nhật bởi Ủy ban Tư pháp Cơ mật viện. Ủy ban Tư pháp gồm các thẩm phán cấp cao được bổ nhiệm làm Cố vấn Cơ mật: chủ yếu là các Thẩm phán của Tòa án Tối cao Vương quốc Anh và các thẩm phán cao cấp từ Khối Thịnh vượng chung. Cơ mật viện trước đây đóng vai trò là Tòa phúc thẩm tối cao đối của toàn bộ Đế quốc Anh (trừ chính Vương quốc Liên hiệp Anh), và tiếp tục xét xử kháng cáo từ Thuộc địa vương thất, Lãnh thổ hải ngoại của Anh và một số quốc gia thuộc Khối Thịnh vượng chung.

## Lịch sử
Cơ mật viện Anh trước đây là Cơ mật viện Scotland và Cơ mật viện Anh Quốc. Các sự kiện chính hình thành Cơ mật viện hiện tại như sau:
Trong thời kỳ Anglo-Saxon Anh, Witenagemot (Hội nghị Hiền nhân) có vị trí tương đương với Cơ mật viện Anh. Trong thời kỳ cai trị của các vua Norman, quân chủ Anh được cố vấn bởi triều đình hoàng gia hoặc curia regis (Vương hội), bao gồm các lãnh chúa, giáo sĩ và giám pháp cao cấp. Ban đầu nhiệm vụ chính là tư vấn cho Quân chủ về pháp chế, hành pháp và quan tòa. Sau đó, các cơ quan khác nhau đảm nhận các chức năng riêng biệt phát triển từ tòa án. Trong thế kỷ thứ mười ba, hai hình thức của Vương hội được chia tách. Đại Vương hội được thiết chế thành nghị viện và Tiểu Vương hội trở thành Cơ mật viện. Tòa án luật đã tiếp nhận công việc xét xử, trong khi đó Nghị viện trở thành cơ quan lập pháp tối cao của vương quốc. Tuy nhiên, Cơ mật viện vẫn có quyền xét xử các tranh chấp pháp lý, trong phiên sơ thẩm hoặc kháng cáo. Hơn nữa, luật do Quân chủ ban hành theo sự cố vấn của Vương nghị, thay vì theo đề nghị Nghị viện, được công nhận là có hiệu lực. Quân chủ thường sử dụng quyền lực để cơ thể để chia rẽ Tòa án và Nghị viện. Điển hình, một sở của Cơ mật viện mà sau trở thành Tinh thất Tòa án (The Court of Star Chamber) trong thế kỷ 15 được phép đưa ra bất kỳ hình phạt nào trừ tử hình, mà không bị ràng buộc bởi thủ tục tòa án thông thường.
Trong thời kỳ Henry VIII cai trị, theo lời khuyên từ Cơ mật viện, quốc vương được phép ban hành luật bằng các tuyên bố đơn thuần. Nghị viện mất địa vị quyền lực tới khi vua Henry VIII qua đời. Mặc dù Cơ mật viện Hoàng gia vẫn giữ các trách nhiệm lập pháp và tư pháp, nhưng chủ yếu trở thành một cơ quan hành pháp. Năm 1553, Cơ mật viện gồm 40 thành viên, nhưng quyền lực tập trung vào một ủy ban nhỏ hơn, về sau trở thành nội các.
Giai đoạn cuối Nội chiến Anh, chế độ quân chủ, Viện Quý tộc, và Cơ mật viện bị xóa bỏ. Nghị viện còn lại Viện Thứ dân, thành lập Hội đồng Nhà nước để thực thi pháp luật và chỉ đạo chính sách hành chính. 41 thành viên Hội đồng đã được Viện Thứ dân bầu ra; lãnh đạo là Oliver Cromwell, de facto độc tài quân sự. Năm 1653, Cromwell trở thành Bảo hộ công, Hội đồng đã được giảm xuống từ mười ba đến hai mươi mốt thành viên, tất cả được bầu bởi Viện Thứ dân. Năm 1657, Viện Thứ dân trao cho Cromwell nhiều quyền lực lớn hơn, một số trong đó là bổ nhiệm những người được tín nhiệm bởi quốc vương. Hội đồng được biết đến là Cơ mật viện Bảo hộ; và thành viên được Bảo hộ công lựa chọn, theo sự chấp thuận của Quốc hội.
Năm 1659, ngay trước khi trung hưng quân chủ, Cơ mật viện Bảo hộ bị giải thể. Charles II khôi phục Cơ mật viện Hoàng gia, nhưng giống như các vị vua Stuart trước đây, đã chọn một nhóm nhỏ các cố vấn. Dưới triều vua George I nhiều quyền lực hơn được chuyển ủy ban này. Ủy ban bắt đầu gặp nhau trong trường hợp không có quốc vương, truyền đạt quyết định của ủy ban cho quốc vương sau khi hành động.
Do đó, Hội đồng Cơ mật Anh, nói chung, đã không còn là một cơ quan của các cố vấn bí mật quan trọng cho Quân chủ; vai trò được chuyển cho một ủy ban của Cơ mật viện, hiện được gọi là Nội các.

## Thành phần

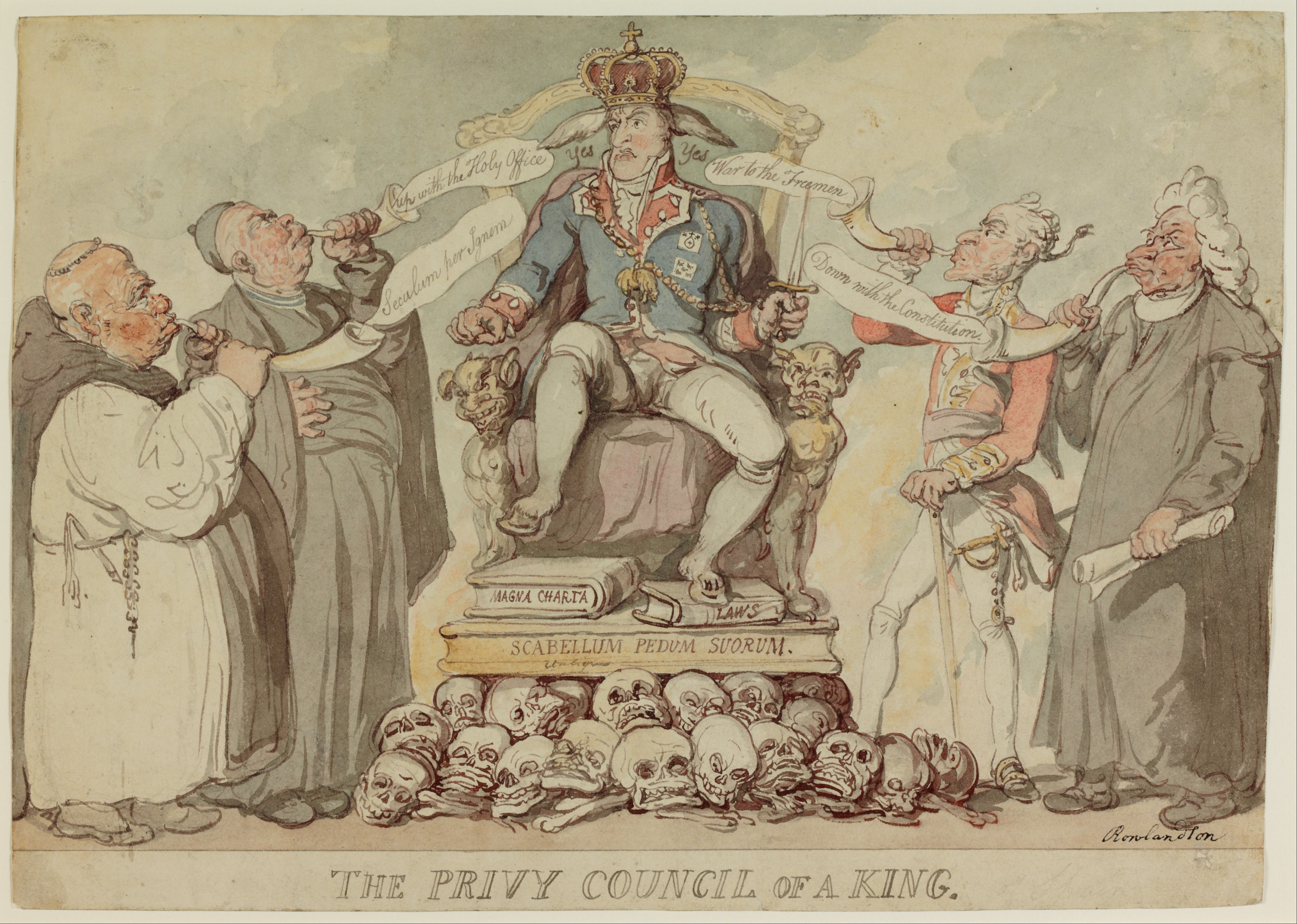
Cơ mật viện của Quốc vương tranh vẽ bởi Thomas Rowlandson. 1815

## Lời tuyên thệ Cơ mật viện và nghi thức bổ nhiệm

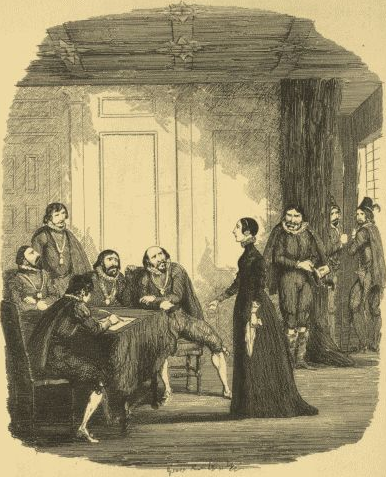
Viviana Radcliffe bị xem xét bởi Bá tước xứ Salisbury và Cơ mật viện trong Tinh thất. Minh họa bởi George Cruikshank từ William Harrison Ainsworth tiểu thuyết Guy Fawkes.

## Mật nghị

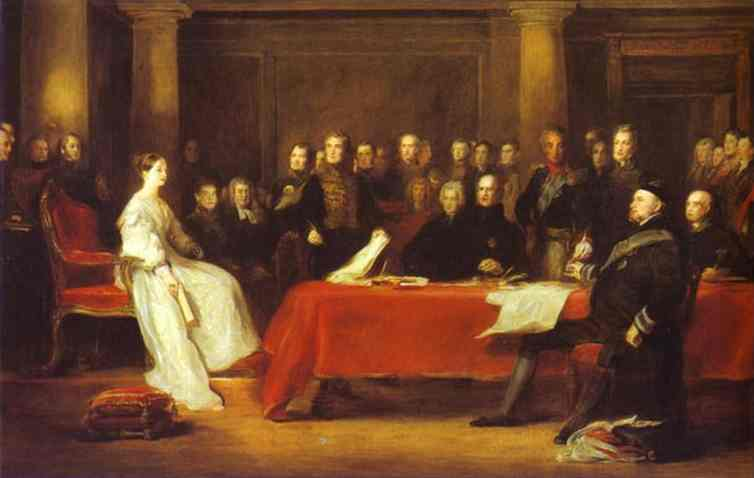
Victoria của Anh triệu tập phiên họp đầu tiên Cơ mật viện sau khi bổ nhiệm.

## Ủy ban

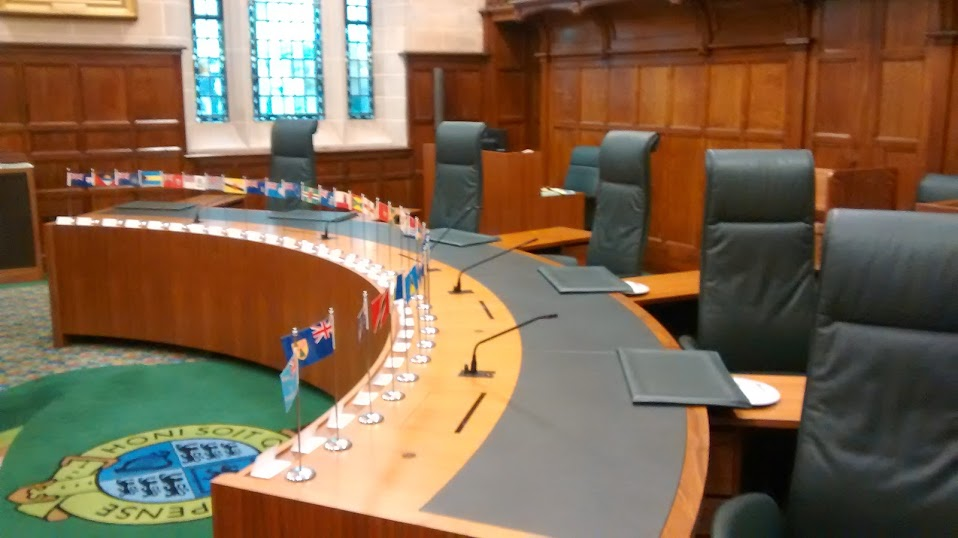
Ủy ban Tư pháp Cơ mật viện.